# Isalbet Juarez
Isalbet Juarez (L'Avana, 20 dicembre 1987) è un velocista italiano di origine cubana, specializzato nei 400 metri piani e campione con la staffetta 4x400 m ai Giochi del Mediterraneo di Mersin 2013 e medaglia d'argento, sempre con la 4x400 m, agli Europei under 23 di Kaunas 2009.
Può vantare 3 titoli italiani assoluti (uno individuale e due in staffetta) e 6 nazionali giovanili (tre individuali ed altrettanti in staffetta).

## Biografia

### L'arrivo in Italia, la cittadinanza italiana ed il tesseramento per le Fiamme Oro
Dopo essere nato nel 1987 a L'Avana, capitale di Cuba, si trasferisce da bambino con la famiglia in Italia nel 1999 dove inizia a praticare l'atletica.

Nel 2005 ottiene la cittadinanza italiana e nel luglio del 2008 si arruola nella Polizia di Stato tesserandosi così per le Fiamme Oro, il Gruppo Sportivo della Polizia di Stato.

### 2005-2007: i primi titoli italiani giovanili e la prima rassegna internazionale di categoria
Già nel 2005, secondo anno da tesserato e primo nella categoria juniores, inizia a vincere le prime medaglie che coincidono anche con i primi titoli italiani giovanili: doppia medaglia d'oro ai campionati nazionali juniores con vittoria in entrambe le staffette 4x100 e 4x400 m (arriva quinto nella prova individuale dei 400 m); durante la stagione indoor gareggia ai campionati italiani juniores al coperto uscendo in batteria sia nei 60 che sui 200 m.
Altri due titoli italiani di categoria nel 2006: primo tricolore individuale sui 400 m juniores indoor (ritirato nella staffetta 4x200 m) e oro anche con la staffetta 4x400 m ai nazionali juniores all'aperto in cui diventa vicecampione sui 400 m.
Nel 2007 gareggia per la prima volta in una rassegna internazionale giovanile: agli Europei under 23 di Debrecen in Ungheria esce in batteria sia nei 400 che con la 4x400 m.
Ai campionati italiani si laurea vicecampione promesse sia sui 400 m che con la staffetta 4x400 m; partecipa agli assoluti di Padova uscendo in batteria nei 400 m. Nella stagione indoor sui 400 m finisce quinto ai nazionali promesse e non supera la batteria agli assoluti.

### 2008-2009: altri titoli italiani di categoria, l'argento agli Europei under 23 e l'esordio con la Nazionale seniores
Doppietta di titoli italiani promesse sui 400 m nel 2008 con vittoria sia indoor che all'aperto (argento con la staffetta 4x400 m).

Finalista sui 400 m ai campionati italiani assoluti sia indoor (quinto) che outdoor (settimo).
Durante la stagione al coperto esordisce con la Nazionale seniores in occasione dell'Incontro internazionale indoor fra Italia e Finlandia svoltosi ad Ancona, contribuendo alla vittoria nella gara di staffetta 4x200 m.
Agli Europei under 23 di Kaunas in Lituania nel 2009 vince la medaglia d'argento con la 4x400 m (col nuovo record italiano promesse), mentre nella prova individuale sui 400 m non va oltre la batteria; gareggia inoltre agli Europei a squadre in Portogallo a Leiria terminando settimo con la 4x400 m.
Ai campionati italiani vince due medaglie in cinque finali disputate: argento sui 400 m agli assoluti di Milano (settimo con la 4x400 m), bronzo sempre sui 400 m ai nazionali promesse. Nella stagione al coperto, termina quarto agli italiani promesse e quinto agli assoluti.

### 2010-2012: il titolo italiano assoluto in staffetta
Due medaglie vinte sui 400 m nel 2010 ai campionati italiani assoluti: argento indoor e bronzo all'aperto (non partito nella staffetta 4x400 m).
Partecipa agli Europei a squadre del 2011 tenutosi in Svezia a Stoccolma dove conclude in quinta posizione con la staffetta 4x400 m.
Ai campionati nazionali assoluti vince tre medaglie con un titolo: argento sui 400 m sia indoor che outdoor ed oro all'aperto con la staffetta 4x400 m.
Nel 2012 diventa vicecampione italiano assoluto sui 400 m sia indoor che outdoor e poi gareggia con la 4x400 m agli Europei di Helsinki in Finlandia uscendo in batteria.

### 2013-2016: la medaglia d'oro ai Giochi del Mediterraneo, il titolo italiano assoluto indoor sui 400 metri ed il titolo assoluto agli italiani di staffette
Nel 2013 si laurea campione italiano assoluto indoor sui 400 m e vince la medaglia di bronzo sulla stessa distanza agli assoluti di Milano.
Gareggia inoltre in 4 rassegne internazionali seniores: agli Europei indoor in Svezia a Göteborg si ritira in batteria sui 400 m; vince la medaglia d'oro con la staffetta 4x400 m ai Giochi del Mediterraneo in Turchia a Mersin; sesto posto con la 4x400 m agli Europei a squadre di Gateshead in Gran Bretagna; ai Mondiali in Russia a Mosca con la staffetta 4x400 m non riesce a centrare la finale.
Il 2014 lo vede partecipare con la staffetta 4x400 m sia agli Europei di Zurigo in Svizzera (fuori in batteria) che agli Europei a squadre in Germania a Braunschweig (squalificato).
Nei campionati italiani sui 400 m arriva sesto agli assoluti di Rovereto e non supera la batteria agli assoluti indoor.
Vince la medaglia di bronzo sui 400 m agli assoluti indoor del 2015 e poi termina in sesta posizione agli assoluti di Torino.
Nell'aprile del 2016 vince due medaglie con un titolo ai campionati italiani di staffette: oro con la 4x200 m ed argento nella 4x400 m.

## Progressione

### 400 metri piani outdoor
| Stagione | Tempo | Luogo      | Data       | Rank. Mond. |
| -------- | ----- | ---------- | ---------- | ----------- |
| 2015     | 47"69 | Torino     | 24-7-2015  |             |
| 2014     | 46"60 | Bellinzona | 3-6-2014   |             |
| 2013     | 46"72 | Milano     | 27-7-2013  |             |
| 2012     | 46"44 | Bressanone | 8-7-2012   |             |
| 2011     | 46"51 | Torino     | 26-6-2011  |             |
| 2010     | 46"85 | Grosseto   | 1-7-2010   |             |
| 2009     | 46"93 | Milano     | 2-8-2009   |             |
| 2008     | 46"97 | Torino     | 14-6-2008  |             |
| 2007     | 47"19 | Clusone    | 30-6-2007  |             |
| 2006     | 47"98 | Arzignano  | 14-10-2010 |             |
| 2005     | 48"72 | Grosseto   | 3-6-2005   |             |

### 400 metri piani indoor
| Stagione | Tempo | Luogo  | Data      | Rank. Mond. |
| -------- | ----- | ------ | --------- | ----------- |
| 2015     | 47"94 | Padova | 22-2-2015 |             |
| 2014     | 48"27 | Padova | 16-2-2014 |             |
| 2013     | 47"11 | Ancona | 17-2-2013 |             |
| 2012     | 47"17 | Ancona | 26-2-2012 |             |
| 2011     | 48"31 | Ancona | 19-2-2011 |             |
| 2010     | 48"12 | Ancona | 27-2-2010 |             |
| 2009     | 48"09 | Torino | 21-2-2009 |             |
| 2008     | 48"02 | Genova | 23-2-2008 |             |
| 2007     | 48"58 | Genova | 11-2-2007 |             |
| 2006     | 48"77 | Ancona | 11-2-2006 |             |
| 2005     | 50"61 | Genova | 5-2-2005  |             |

## Palmarès
| Anno | Manifestazione          | Sede     | Evento      | Risultato | Prestazione | Note  |
| ---- | ----------------------- | -------- | ----------- | --------- | ----------- | ----- |
| 2007 | Europei under 23        | Debrecen | 400 m piani | Batteria  | 47"42       | [ 1 ] |
| 2007 | Europei under 23        | Debrecen | 4×400 m     | Batteria  | 3'11"51     | [ 1 ] |
| 2009 | Europei under 23        | Kaunas   | 400 m piani | Batteria  | 48"31       | [ 2 ] |
| 2009 | Europei under 23        | Kaunas   | 4×400 m     | Argento   | 3'03"79     | [ 2 ] |
| 2012 | Europei                 | Helsinki | 4×400 m     | Batteria  | 3'08"78     | [ 3 ] |
| 2013 | Europei indoor          | Göteborg | 400 m piani | Batteria  | dnf         | [ 4 ] |
| 2013 | Giochi del Mediterraneo | Mersin   | 4×400 m     | Oro       | 3'04"61     | [ 4 ] |
| 2013 | Mondiali                | Mosca    | 4×400 m     | Batteria  | 3'03"88     | [ 4 ] |
| 2014 | Europei                 | Zurigo   | 4×400 m     | Batteria  | 3'04"74     | [ 5 ] |

## Campionati nazionali
- 1 volta campione italiano assoluto indoor dei 400 m (2013)
- 1 volta campione italiano assoluto della 4x200 m (2016)
- 1 volta campione italiano assoluto della 4x400 m (2011)
- 1 volta campione italiano promesse dei 400 m (2008)
- 1 volta campione italiano promesse indoor dei 400 m (2008)
- 1 volta campione italiano juniores indoor dei 400 m (2006)
- 2 volte campione italiano juniores della 4x400 m (2005, 2006)
- 1 volta campione italiano juniores della 4x100 m (2005)

2005
- In batteria ai Campionati italiani allievi-juniores-promesse indoor, (Genova), 60 m - 7"41[6]
- In batteria ai Campionati italiani allievi-juniores-promesse indoor, (Genova), 200 m - 22"72[7]
- 5º ai Campionati italiani juniores e promesse, (Grosseto), 400 m - 48"72[8]
- Oro ai Campionati italiani juniores e promesse, (Grosseto), 4x100 m - 42"62[9]
- Oro ai Campionati italiani juniores e promesse, (Grosseto), 4x400 m - 3'21"40[10]

2006
- Oro ai Campionati italiani allievi-juniores-promesse indoor, (Ancona), 400 m - 48"77[11]
- In finale ai Campionati italiani allievi-juniores-promesse indoor, (Ancona), 4x200 m - r[12]
- Argento ai Campionati italiani juniores e promesse, (Rieti), 400 m - 48"28[13]
- Oro ai Campionati italiani juniores e promesse, (Rieti), 4x400 m - 3'18"88[14]

2007
- In batteria ai Campionati italiani assoluti indoor, (Ancona), 400 m - 49"37[15]
- 5º ai Campionati italiani allievi-juniores-promesse indoor, (Genova), 400 m - 1'13"43[16]
- Argento ai Campionati italiani juniores e promesse, (Bressanone), 400 m - 47"40[17]
- Argento ai Campionati italiani juniores e promesse, (Bressanone), 4x400 m - 3'17"42[18]
- In batteria ai Campionati italiani assoluti, (Padova), 400 m - 48"05[19]

2008
- Oro ai Campionati italiani allievi-juniores-promesse indoor, (Ancona), 400 m - 48"53[20]
- 5º ai Campionati italiani assoluti indoor, (Genova), 400 m - 48"21[21]
- Oro ai Campionati italiani juniores e promesse, (Torino), 400 m - 46"97[22]
- Argento ai Campionati italiani juniores e promesse, (Torino), 4x400 m - 3'15"99[23]
- 7º ai Campionati italiani assoluti, (Cagliari), 400 m - 47"96[24]

2009
- 4º ai Campionati italiani allievi-juniores-promesse indoor, (Ancona), 400 m - 48"86[25]
- 5º ai Campionati italiani assoluti indoor, (Torino), 400 m - 48"16[26]
- Bronzo ai Campionati italiani juniores e promesse, (Rieti), 400 m - 47"36[27]
- Argento ai Campionati italiani assoluti, (Milano), 400 m - 46"93[28]
- 7º ai Campionati italiani assoluti, (Milano), 4x400 m - 3'18"13[29]

2010
- Argento ai Campionati italiani assoluti indoor, (Ancona), 400 m - 48"12[30]
- Bronzo ai Campionati italiani assoluti, (Grosseto), 400 m - 46"85[31]
- In finale ai Campionati italiani assoluti, (Grosseto), 4x400 m - dns[32]

2011
- Argento ai Campionati italiani assoluti indoor, (Ancona), 400 m - 48"31[33]
- Argento ai Campionati italiani assoluti, (Torino), 400 m - 46"51[34]
- Oro ai Campionati italiani assoluti, (Torino), 4x400 m - 3'11"99[35]

2012
- Argento ai Campionati italiani assoluti e promesse indoor, (Ancona), 400 m - 47"17[36]
- Argento ai Campionati italiani assoluti, (Bressanone), 400 m - 46'44[37]

2013
- Oro ai Campionati italiani assoluti e promesse indoor, (Ancona), 400 m - 47"11[38]
- Bronzo ai Campionati italiani assoluti, (Milano), 400 m - 46"85[39]

2014
- In batteria ai Campionati italiani assoluti indoor, (Ancona), 400 m - 48"67[40]
- 6º ai Campionati italiani assoluti, (Rovereto), 400 m - 46"85[41]

2015
- Bronzo ai Campionati italiani assoluti indoor, (Padova), 400 m - 47"94[42]
- 6º ai Campionati italiani assoluti, (Torino), 400 m - 47"71[43]

2016
- Oro ai Campionati italiani di staffette, (Vigevano), 4x200 m - 1'27"24[44]
- Argento ai Campionati italiani di staffette, (Vigevano), 4x400 m - 3'13"12[45]

## Altre competizioni internazionali
2008
- Oro nell'Incontro internazionale indoor Italia-Finlandia, ( Ancona), 4x200 m - 1'25"71[46]

2009
- 7º agli Europei a squadre, ( Leiria), 4×400 m - 3'06"35[47]

2011
- 5º agli Europei a squadre, ( Stoccolma), 4×400 m - 3'05"66[48]

2013
- 6º agli Europei a squadre, ( Gateshead), 4x400 m - 3'07"49[4]

2014
- In finale agli Europei a squadre, ( Braunschweig), 4x400 m - dq[5]